# 贾森·伍利
贾森·伍利（英語：Jason Woolley，1969年7月27日—），加拿大男子冰球运动员，场上位置是后卫。他曾代表加拿大国家队参加1992年冬季奥林匹克运动会冰球比赛，获得一枚银牌。